# Полный вперёд! (видеоальбом)
«Полный вперёд!» — официальный DVD, на котором содержится полная видеоверсия юбилейного концерта Григория Лепса, состоявшегося 5 декабря 2012 года в концертном зале «Crocus City Hall». На концерте были исполнены 10 песен из нового альбома «Полный вперёд!», а также лучшие песни из предыдущих альбомов Григория Лепса. Концерт организован Продюсерским центром Григория Лепса. Съёмка проводилась по заказу ОАО «Первый канал». 5 ноября 2013 года концерт был издан на Blu-ray.
Григорий Лепс хорошо снимает свои концерты: свет, звук, количество камер — всё на высшем уровне. Этому, впрочем, может научиться кто угодно, а вот составлять программу так, чтобы зрителю ни разу не стало скучно — более сложное искусство. Григорию Лепсу это удаётся, и его концерты никогда не превращаются в вежливое слушание в ожидании пяти суперхитов.— Алексей Мажаев, InterMedia

## Список композиций
1. «Безопасность» (музыка — M. Hedstrom, слова — E. Palmqwist, русский текст — Г. Лепс)
2. «Берега» (музыка и слова — Е. Поздняков)
3. «Люди» (музыка — Г. Лепс, слова — А. Трогрлич)
4. «Он был старше её» (музыка и слова — А. Макаревич)
5. «Где-то за тучами» (музыка — А. Добронравов, слова — С. Каргашин)
6. «Ну и что» (музыка и слова — Г. Богданов)
7. «Танго разбитых сердец» (музыка — Е. Кобылянский, слова — К. Кавалерян)
8. «Небо» (музыка и слова — G. Berryman, J. Buckland, W. Champion, C. Martin, русский текст — К. Кавалерян)
9. «Падают листья» (музыка — Д. Соболев, слова — О. Колесниченко)
10. «Что может человек» (музыка — Г. Лепс, слова — К. Арсенев)
11. «Я слушал дождь» (музыка — Е. Кобылянский, слова — А. Долженков)
12. «Парус» (музыка и слова — В. Высоцкий)
13. «Свои» (музыка — И. Матвиенко, слова — А.Олейник)
14. «Ранняя тишина» (музыка и слова — Л. Шапиро)
15. «Я тебя не люблю» (музыка — В. Дробыш, слова — К. Арсенев)
16. «Уходи красиво» (музыка и слова — Bryn Cristopher, Jaz Rogers, русский текст — К. Арсенев)
17. «Я счастливый» (музыка — Д. Дубинский, слова — Ю. Паренко)
18. «Рюмка водки на столе» (музыка и слова — Е. Григорьев)
19. «Обернитесь» (музыка и слова — К. Меладзе)
20. «Самый лучший день» (музыка и слова — Л. Шапиро)
21. «Запой» (музыка — M. Hedstrom, слова — E. Palmqwist, русский текст — Г. Лепс)
22. «Водопадом» (музыка и слова — П. Евлахов)
23. «Лондон» (музыка и слова — Г. Лепс, Т. Юнусов)
24. «Се ля ви» (музыка и слова — К. Меладзе)
25. «Она» (музыка — А.Мисин, слова — К. Кавалерян)

## Музыканты
| - Григорий Лепс — вокал - Артур Осипов — ударные - Геннадий Пучков — клавишные - Денис Катасонов — гитара - Алексей Лебедев — бас-гитара | - Павел Черных — акустическая гитара - Минигали Давлетбаев — саксофон - Яна Гук — бэк-вокал - Юля Терещенко — бэк-вокал - Татьяна Головлёва — бэк-вокал |